# Camarodonta
Camarodonta Jackson, 1912 è un ordine di ricci di mare appartenente al superordine Echinacea.

## Caratteristiche
Questo ordine è definito sulla base della forma dei denti e della lanterna di Aristotele (mascella) dei ricci di mare. Questo criterio di classificazione non è considerato come valido da una parte degli organismi di taxonomia (come Integrated Taxonomic Information System).

## Tassonomia
L'ordine comprende i seguenti taxon:
- Infraordine Echinidea Kroh & Smith, 2010
  - Famiglia Echinidae Gray, 1825
  - Famiglia Parechinidae Mortensen, 1903
  - Superfamiglia Odontophora Kroh & Smith, 2010
    - Famiglia Echinometridae Gray, 1855
    - Famiglia Strongylocentrotidae Gregory, 1900
    - Famiglia Toxopneustidae Troschel, 1872
- Infraordine Temnopleuridea Kroh & Smith, 2010
  - Famiglia Glyphocyphidae Duncan, 1889 †
  - Famiglia Temnopleuridae A. Agassiz, 1872
  - Famiglia Trigonocidaridae Mortensen, 1903
  - Famiglia Zeuglopleuridae Lewis, 1986 †
- Famiglia Parasaleniidae Mortensen, 1903
- incertae sedis
  - Genere Aeolopneustes Duncan & Sladen, 1882 †
  - Genere Porosoma Cotteau, 1856 †
  - Famiglia Triplacidiidae † (nome provvisorio)

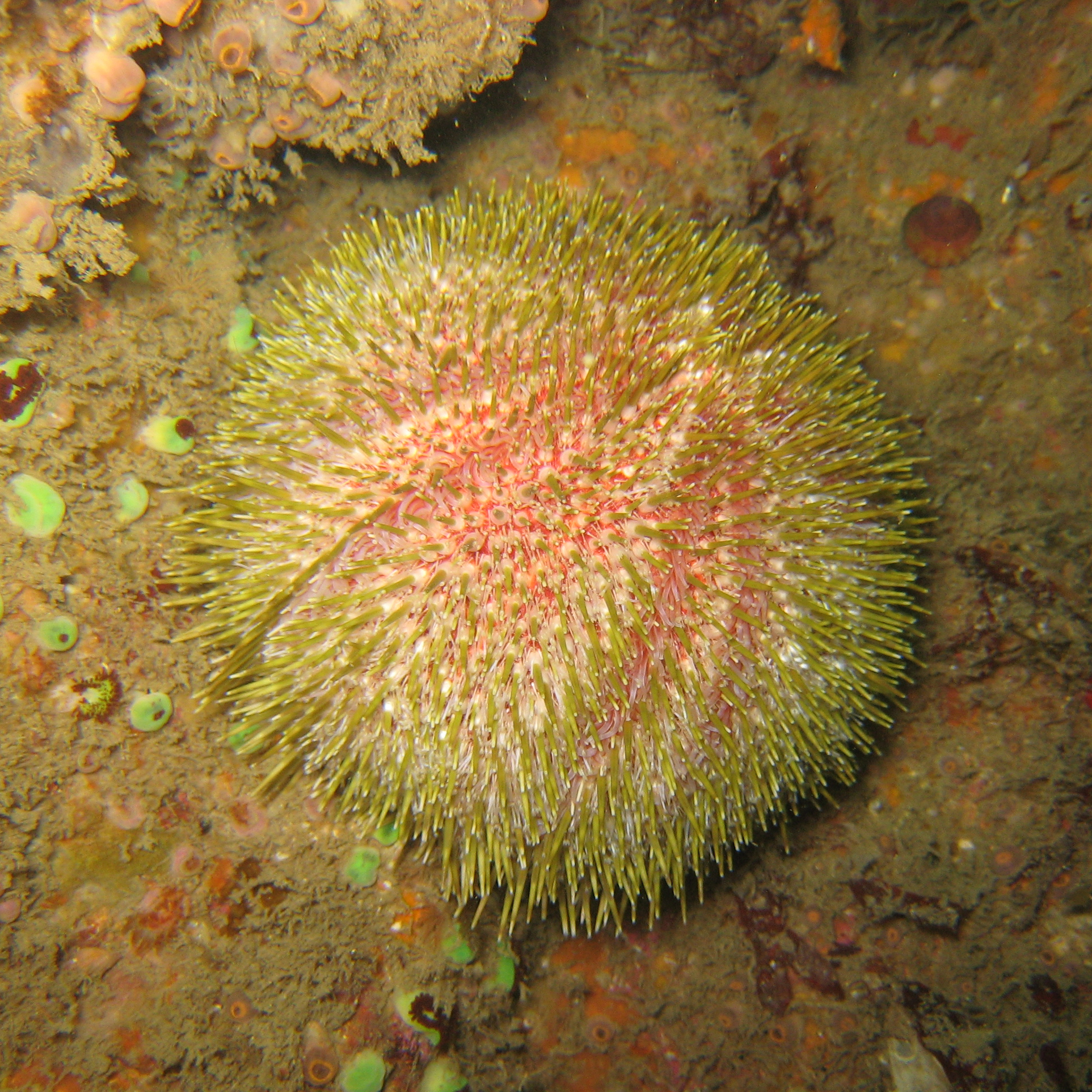
Echinus esculentus, un Echinidae
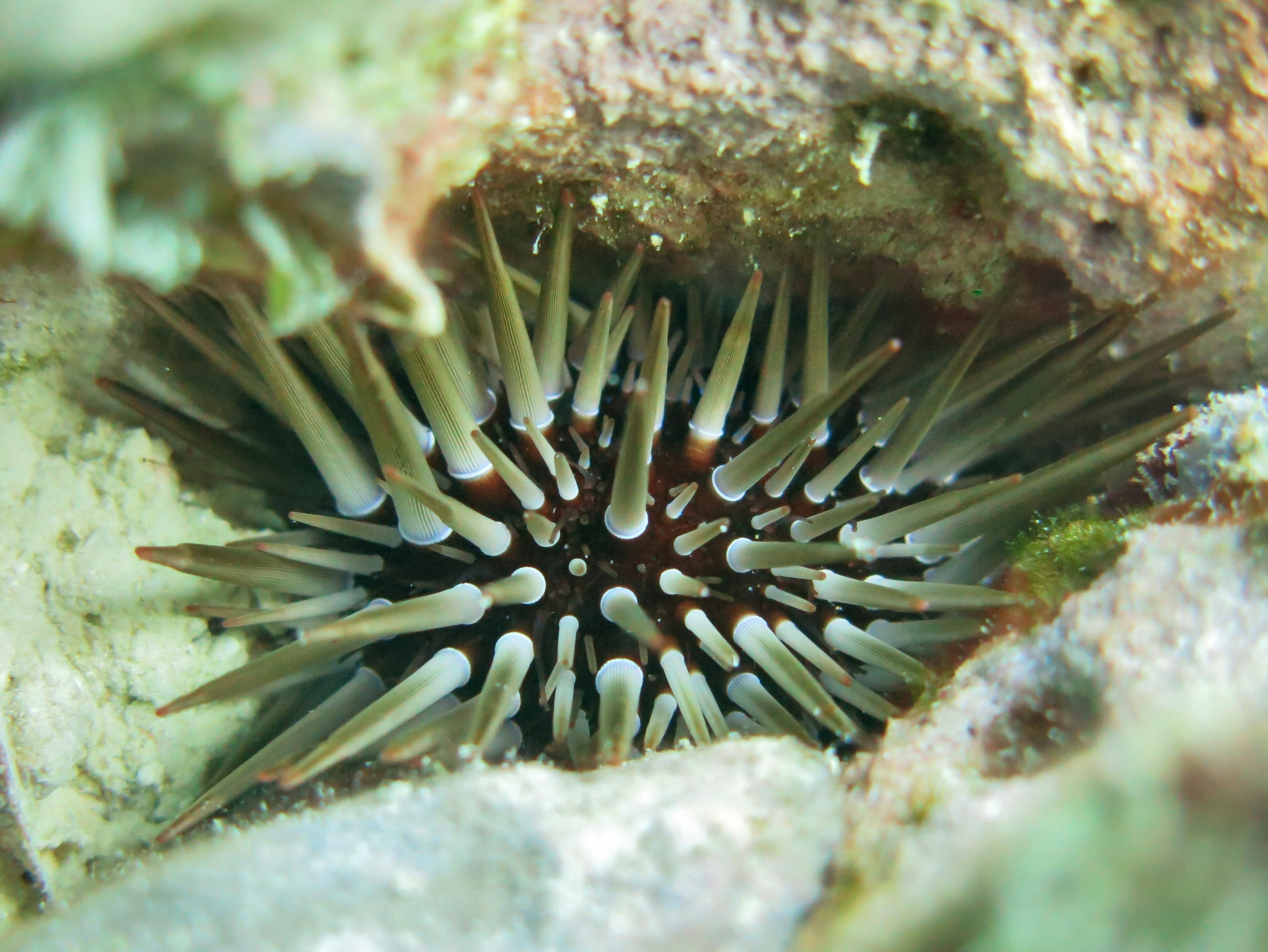
Echinometra mathaei, un Echinometridae
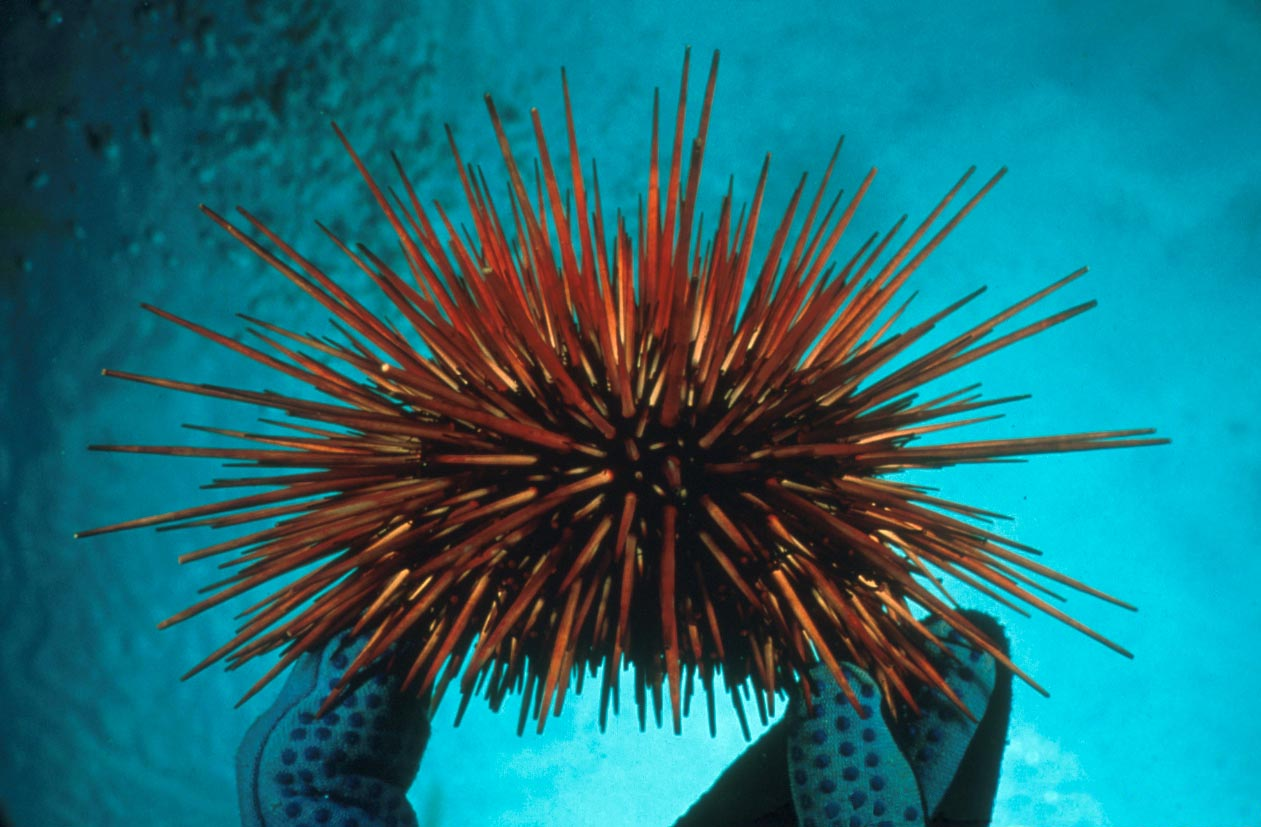
Strongylocentrotus franciscanus, un Strongylocentrotidae
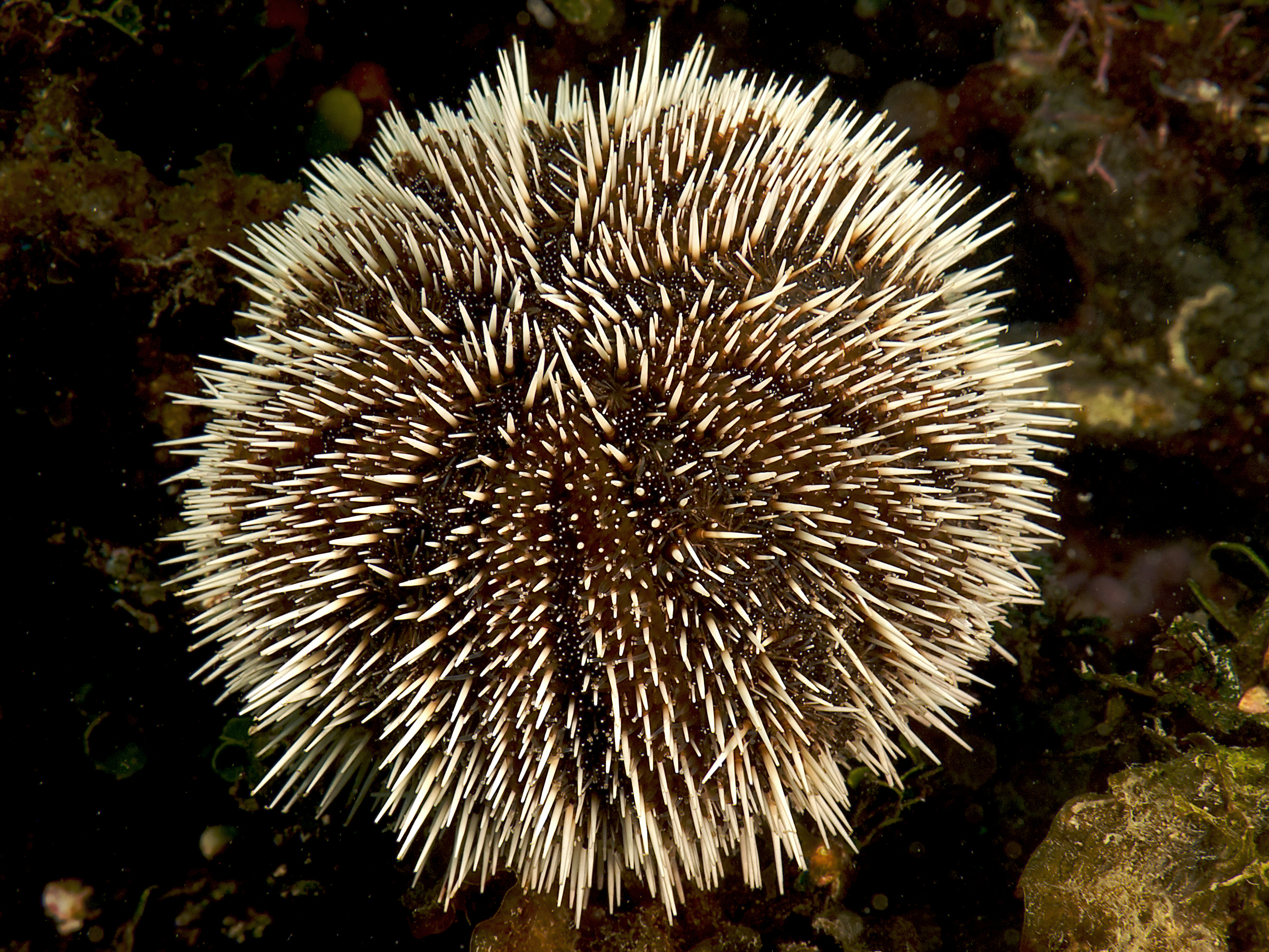
Tripneustes ventricosus, un Toxopneustidae
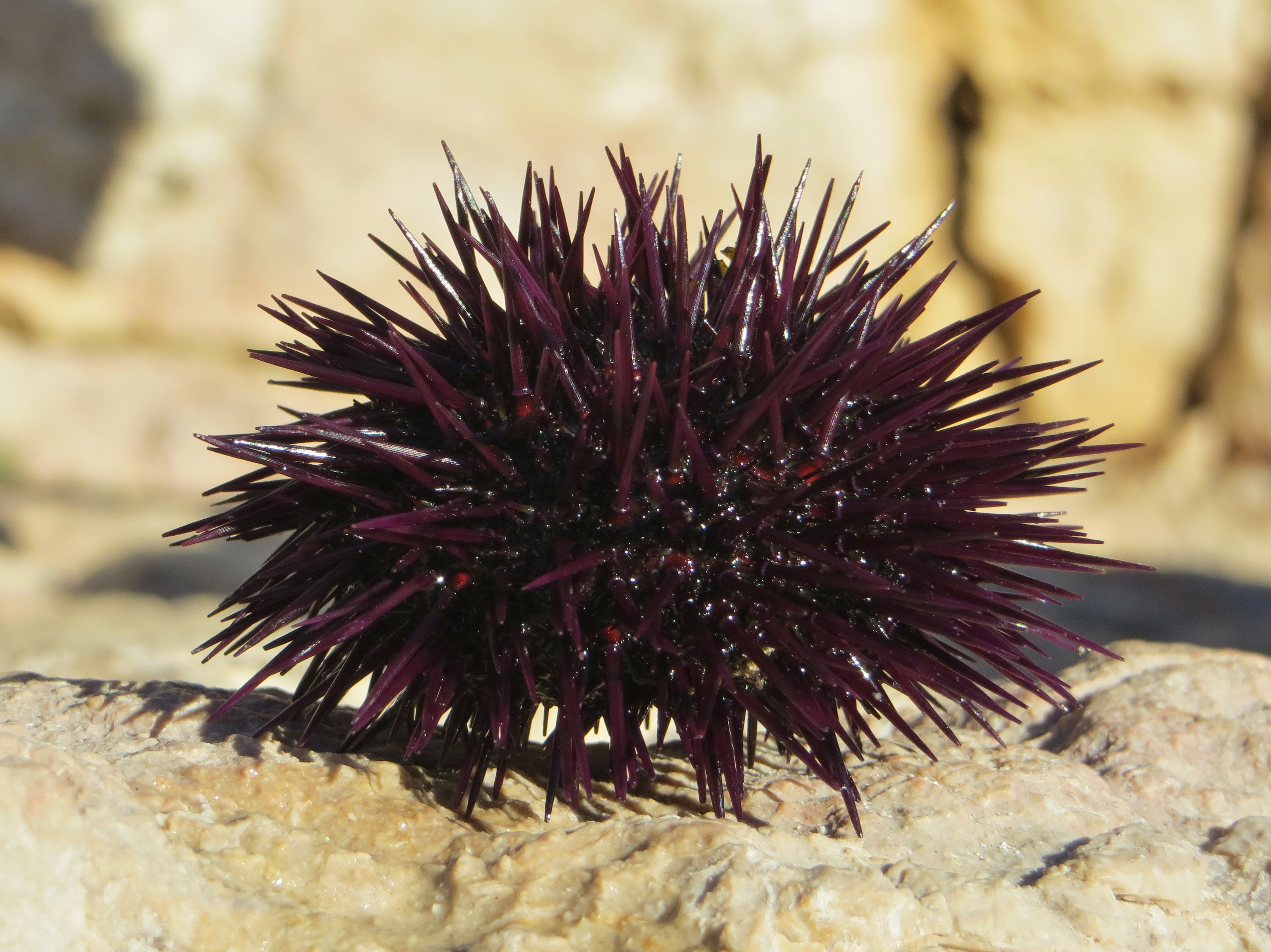
Paracentrotus lividus, un Parechinidae
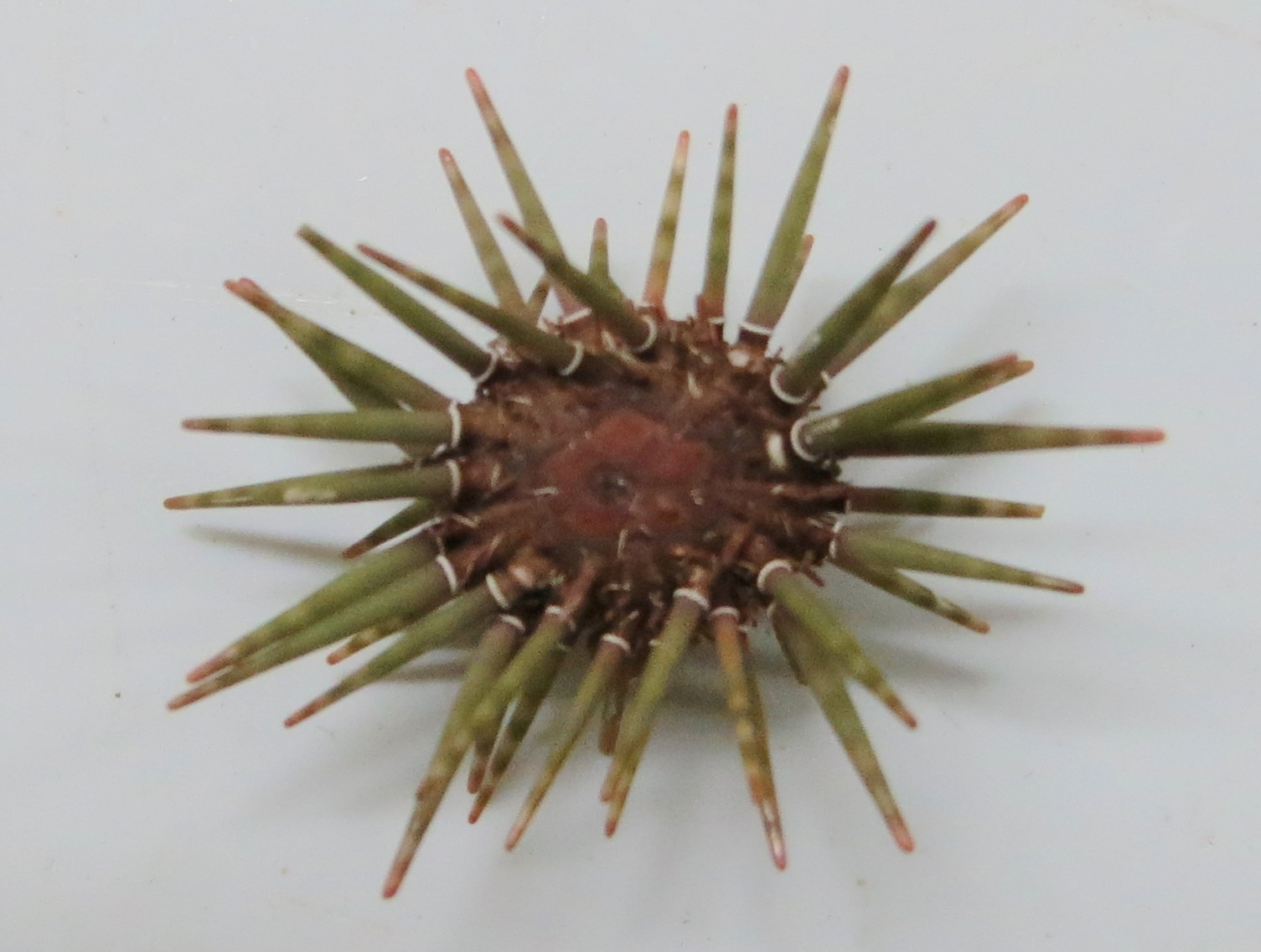
Parasalenia poehlii, un Parasaleniidae
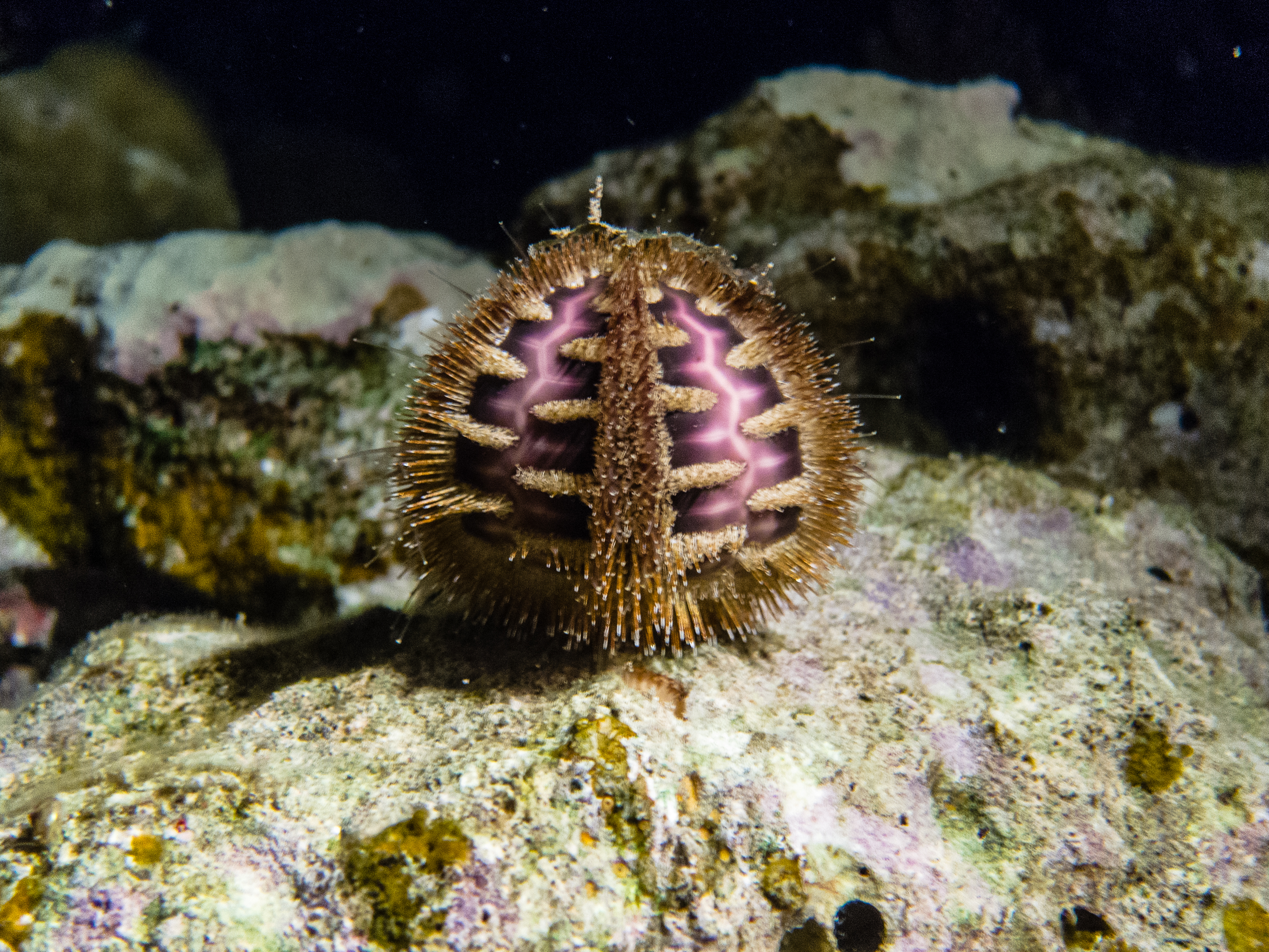
Microcyphus rousseaui, un Temnopleuridae
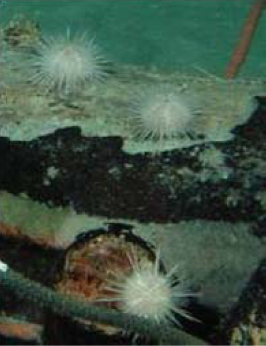
Asterechinus elegans, un Trigonocidaridae.